# 住客會所

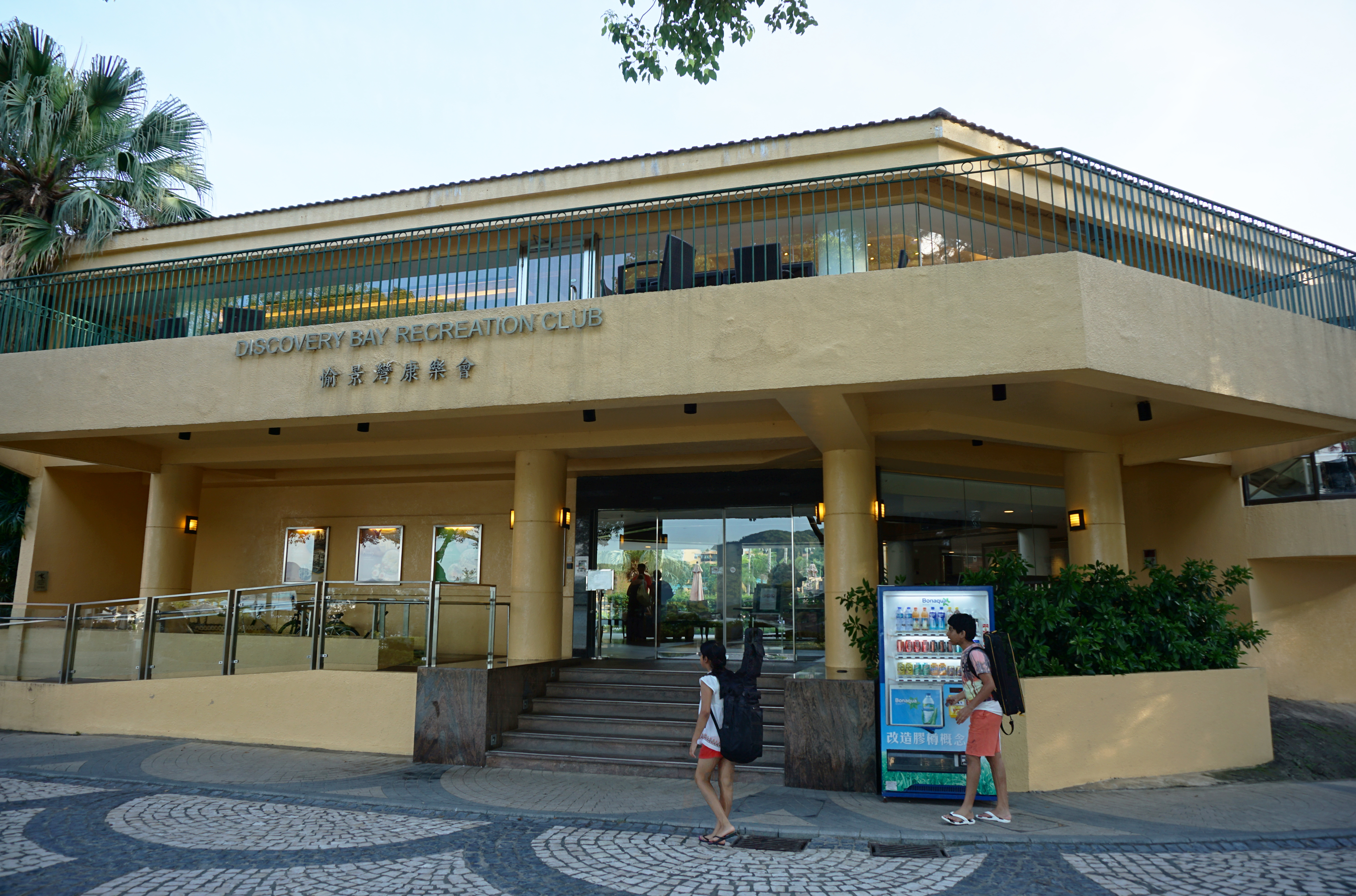
香港首個住客會所-愉景灣康樂會於1982年落成

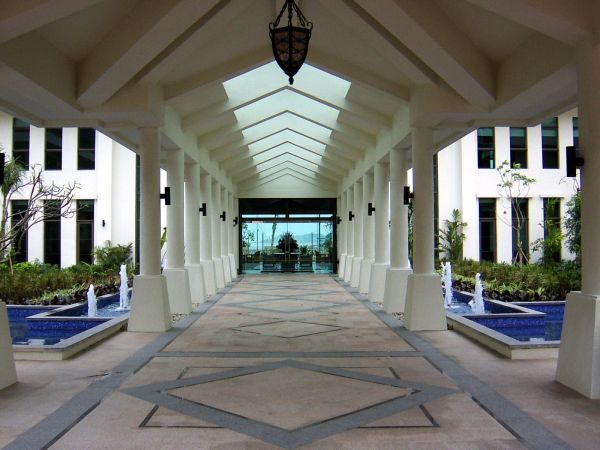
愉景灣海澄湖畔住客會所於2002年落成

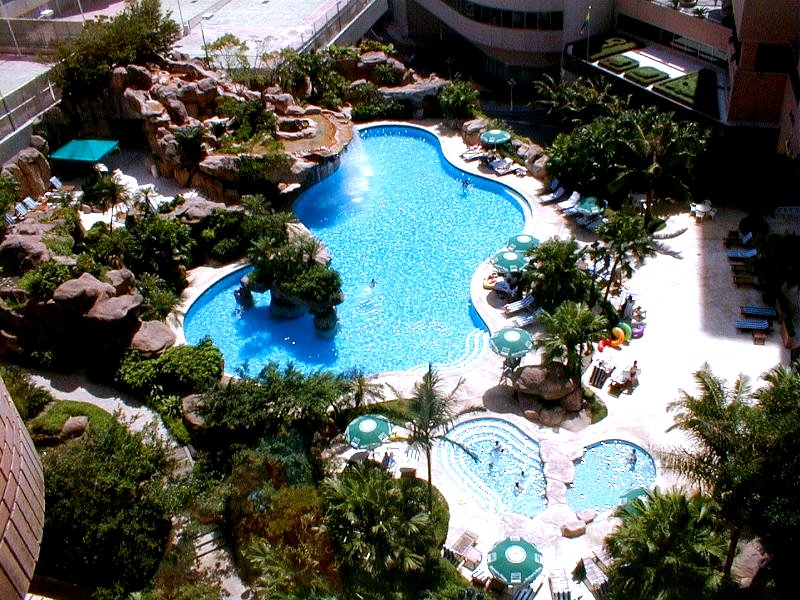
香港陽明山莊園林泳池於1989年落成

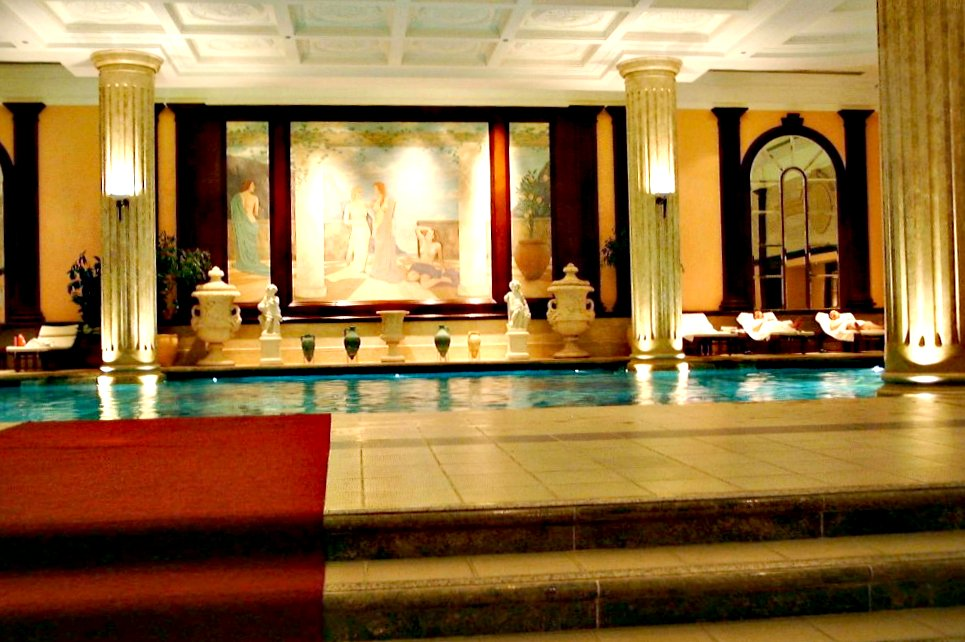
香港陽明山莊室內會所水池

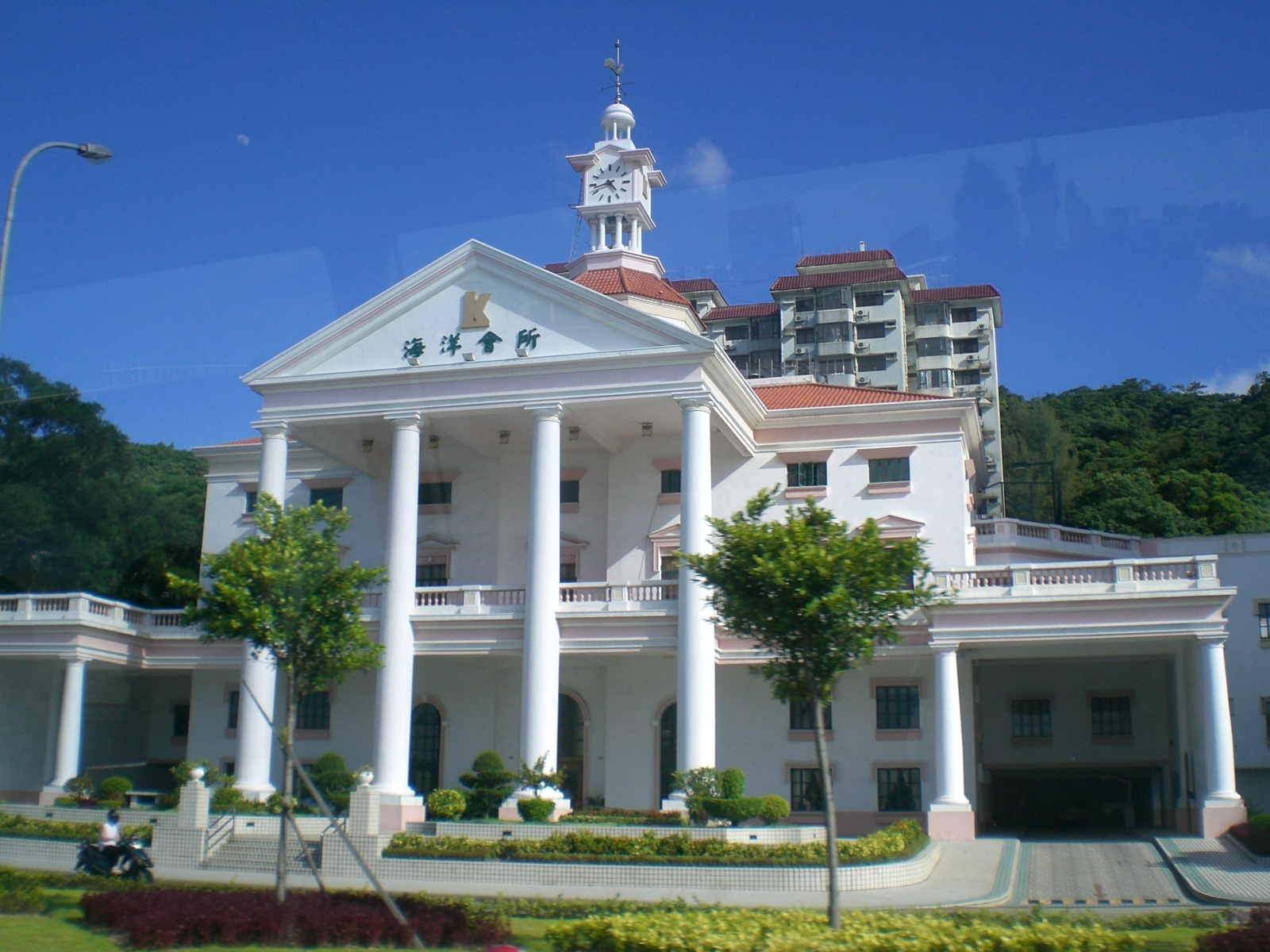
澳門氹仔海洋花園屋苑會所

住客會所是一種私人會所，一般位於私人屋苑內，以會員為服務對象。會所會員的會籍以當地住戶為單位，通常以家庭住宅會員為主，入會資格通常是現時該屋苑物業的業主、租客等等。而會所運作費用一般由管理費支付，或以債券、會籍費、月費等形式向會員收取。
香港首個住客會所位於愉景灣第一期的愉景灣康樂會，於1982年落成啟用，此舉引發其他私人發展商仿傚，時至今日發展規模小至單幢式私人發展也設有住客會所設施。（香港興業國際集團40周年紀念特刊---創造品味生活，2018年，第49頁） 
住客會所設有不同的休閒康樂及餐飲的設備供住戶及其親友使用，某些私人屋苑有：酒樓、餐廳、酒吧、健身室、游泳池、桑拿浴、按摩室、高爾夫球練習場、網球場、壁球場、籃球場、保齡球場、電腦室、閱讀室、乒乓球室、遊戲室、卡拉OK室、電影院、宴會廳、閒坐區和多用途運動場等場地，住客會所一般為該屋苑居民的社交中心。
在某些地方的地產市場中，住客會所成為私人住宅樓盤附屬的增值設施，優質的會所設施是令住宅單位售價進一步提升的因素其中重要的一環。住客會所一般附建於屋苑基座內（如：香港的陽明山莊、凱旋門及澳門的大潭山壹號、海名居），甚至有部分會所為獨立一幢大樓置於屋苑範圍外（如香港的愉景灣、黃金海岸及澳門的海洋花園、金峰南岸）。有部份住宅發展計劃會把住客會所包含在建築面積內，連同住宅部份一併售予小業主；亦有部份住宅發展計劃則把會所保留於項目發展商手中。

在香港，住客會所時常稱為Club House，澳門近幾年開始住客會所數量增長。